# Değirmenli, Manavgat
Değirmenli là một xã thuộc huyện Manavgat, tỉnh Antalya, Thổ Nhĩ Kỳ. Dân số thời điểm năm 2011 là 450 người.